# (2137) Priscilla
(2137) Priscilla est un astéroïde de la ceinture principale découvert le 24 août 1936 par l'astronome allemand Karl Wilhelm Reinmuth. Le lieu de découverte est Heidelberg (024). Sa désignation provisoire était 1936 QZ.
Sa distance minimale d'intersection de l'orbite terrestre est de 2,41840 ua.